# Xcas
Xcas, the swiss knife for mathematics, er et frit, open source computerprogram til brug i regning og matematik. Xcas er et Computer Algebra System (CAS), der kan løse ligninger (fig. 4) og differentialligninger (fig. 6) m.m. ved symbolmanipulation.
Basalt set er Xcas en brugergrænseflade til Giac, som er skrevet i programmeringssproget C++ og Xcas virker i offline-tilstand til flere styresystemer.

## Features (uddrag)
Flere af disse features er fælles for Xcas & GeoGebra:
- Xcas er bl.a. en basal lommeregner, der kan skrive pretty print ligesom LaTeX[16] og flere equation editors. Dertil kommer, at Xcas kan vise input.
- Xcas fungerer også som regneark.[17]
- faktorisere polynomier
- tegne funktioners grafer (såvel 2-d som 3-d)[18]
- løse ligninger[19] endda med komplekse rødder eller komplekse løsninger[20] (fig. 4)
- løse trigonometriske ligninger
- løse differentialligninger[21][22] (se fig. 6 og tabel nedenfor)[23]
- beregne differentialkvotienter og dermed differentialregning[24] (se fig. 5)
- beregne stamfunktioner og således integralregning[25] (se fig. 5)
- beregne arealer og bestemte integraler
- beregne flere regressionstyper (eksponentiel, lineær,[26] logaritmisk, logistisk, polynomial, potens)
- programmering[27][28]

## Kommandoer (uddrag)
Uddrag af manualen Symbolic algebra and Mathematics with Xcas:
- Tegne funktions graf: plot(forskrift)
- Tegne en lodret linje: line(forskrift) f.eks. line({\displaystyle x=1})
- Kvadratrod: sqrt(49) = 7
- propfrac(42/15) = 2+4/5
- Beregne determinant af en matriks: det([1,2],[3,4]) = -2
- Beregne gennemsnit alias middeltal: mean([3,4,2]) = 3
- Beregne standardafvigelse: stddev([3,4,2]) = sqrt(2/3)
- Beregne varians: variance([3,4,2]) = 2/3
- Beregne lokale ekstrema: extrema(-2*cos({\displaystyle x})-cos({\displaystyle x})^2,{\displaystyle x}) = [0],[pi]
- Vektorprodukt alias krydsprodukt alias cross product: cross([1,2,3],[4,3,2]) = [-5,10,-5]
- Beregne antal Permutationer: nPr(
- Beregne antal Kombinationer: nCr(
- Faktorisere polynimium: factor(polynomium,{\displaystyle x}) eller cfactor(polynomium,{\displaystyle x})
- Løse ligning (isolere {\displaystyle x}): solve(ligning,{\displaystyle x})
- Foretage separation af de variable: split({\displaystyle x}+1)*({\displaystyle y}-2),[{\displaystyle x},{\displaystyle y}) = [{\displaystyle x}+1,{\displaystyle y}-2]
- Løse differentialligning (differentialligningens højre-side skrives som {\displaystyle y'=} eller {\displaystyle y''=}): desolve(differentialligning,{\displaystyle y}) f.eks. desolve({\displaystyle y'=k\cdot y,y}) eller desolve({\displaystyle y''=k\cdot y,y})
- Hvis du har et system som {\displaystyle y}′={\displaystyle x}+{\displaystyle y} og {\displaystyle z}′={\displaystyle y}+{\displaystyle z}, kan du løse det som et system: dsolve([{\displaystyle y}' = {\displaystyle x} + {\displaystyle y}, {\displaystyle z}' = {\displaystyle y} + {\displaystyle z}], [{\displaystyle y}, {\displaystyle z}]);
- Beregne differentialkvotient: diff(funktion,{\displaystyle x})
- Differentiering i flere variable: Hvis du ønsker at beregne den partielle afledte af f({\displaystyle x},{\displaystyle y})={\displaystyle x}2{\displaystyle y}+{\displaystyle y}3f({\displaystyle x}, {\displaystyle y}) = {\displaystyle x}^2 {\displaystyle y} + {\displaystyle y}^3f({\displaystyle x},{\displaystyle y})={\displaystyle x}2{\displaystyle y}+{\displaystyle y}3 med hensyn til {\displaystyle x}: diff({\displaystyle x}^2*{\displaystyle y} + {\displaystyle y}^3, {\displaystyle x})
- Beregne ubestemt integrale (stamfunktion): int(funktion,{\displaystyle x})
- Stamfunktion i flere variable: Hvis du vil finde det dobbelte integral af f({\displaystyle x},{\displaystyle y})={\displaystyle x}2+{\displaystyle y}2: integral(integral({\displaystyle x}^2 + {\displaystyle y}^2, {\displaystyle x}), {\displaystyle y});
- Beregne bestemt integrale (areal under kurve): int(funktion,{\displaystyle x},nedreGrænse,øvreGrænse)
- Beregne volumen af omdrejningslegeme 360 grader omkring {\displaystyle x}-aksen: int(pi*funktion^2,{\displaystyle x},nedreGrænse,øvreGrænse)
- Beregne volumen af omdrejningslegeme 360 grader omkring {\displaystyle y}-aksen (for en aftagende funktion): int(2*pi*{\displaystyle x}*funktion,{\displaystyle x},nedreGrænse,øvreGrænse)
- Beregne dobbelt integral: intint({\displaystyle x}*{\displaystyle y}, {\displaystyle x}=0..1, {\displaystyle y}=0..2)
- Beregne tripel integral: intintint({\displaystyle x}^2 + {\displaystyle y}^2 + {\displaystyle z}^2, {\displaystyle x}=0..1, {\displaystyle y}=0..1, {\displaystyle z}=0..1)

## Styresystemer
Xcas findes til flere styresystemer:
- Microsoft Windows[30]
- Apple macOS[31]
- Linux/Unix[32][33]
- FreeBSD[34]
- Android[35]
- iOS (betalt version)

Xcas kan også anvendes online.

## Xcas & GeoGebra

### Historie
Xcas er open-source-projekter udviklet af en gruppe ledet af den franske matematiker Bernard Parisse ved Joseph Fourier-universitetet i Grenoble (Isère), Frankrig, siden år 2000. Xcas og Giac er baseret på erfaringer opnået med Parisses tidligere projekt Erable. I 2013 blev Xcas integreret med det østrigske CAS-program GeoGebra, der anvender Xcas som CAS-kerne. Integrationen mellem Xcas & GeoGebra er sket, selvom GeoGebra er skrevet i java. Siden 2013 findes forklarende videoer om Xcas online. OpenOffice.org anvender Xcas til beregninger.

## Xcas & GeoGebra anvendes i undervisning
Siden år 2000 har Xcas, the swiss knife for mathematics, opnået at blive meget udbredt i det franske uddannelsessystem; Også spanske og mexicanske uddannelsesinstitutioner har taget Xcas til sig. Nogle tyske og amerikanske universiteter anvender Xcas: University of North Carolina Wilmington og University of New Mexico.

### I Danmark anvendes Xcas & GeoGebra og andre programmer
På trods af integrationen mellem Xcas og GeoGebra, så har Xcas i Danmark har endnu kun fundet begrænset anvendelse. Derimod anvender folkeskolen GeoGebra meget som supplement til LibreOffice regneark (Calc) og equation editor (Math). Gymnasier anvender både GeoGebra, TI-NSpire og Maple, mens universiteter anvender Maple.

## Xcas & GeoGebra er CAS-programmer blandt flere
Flere kommandoer for Xcas er kompatible med kommandoer til flere programmer, f.eks. Wolfram Alpha, Mathematica, Maxima, Maple, Matlab, Yacas, SageMath, Singular, MuPAD, Qcas, CPMP-Tools, WordMat (addon til Microsoft Word) og ExpressionsinBar (64 bit app for macOS) samt Graphmatica og Kig. Grafregnerne TI-89, TI-92, Voyage 200 og TI-Nspire rummer også kommandoer, som udviser ligheder med Xcas. Der er et forum for spørgsmål om Xcas.
Xcas & GeoGebra hører til denne gruppe af CAS-softwares
| Navn                                  | Software licens             | Programmeringssprog    | MS Windows | macOS                | Linux  | Andre OS      | Kommando løser differentialligning                                          | Note og kilde       |
| ------------------------------------- | --------------------------- | ---------------------- | ---------- | -------------------- | ------ | ------------- | --------------------------------------------------------------------------- | ------------------- |
| CPMP-Tools                            | freeware eller fri software | java                   | Windows    | macOS                | Linux  |               |                                                                             | [ 73 ]              |
| ExpressionsinBar                      | freeware eller fri software | ?                      |            | 64 bit app for macOS |        |               | desolve({\displaystyle y'=b\cdot y-a} , {\displaystyle y})                  | [ 75 ]              |
| GeoGebra                              | freeware eller fri software | java                   | Windows    | macOS                | Linux  | Android & iOS | SolveODE(                                                                   | også som web app    |
| Maple *                               | kommerciel                  | C, Java, Maple         | Windows    | macOS                | Linux  |               | dsolve{\displaystyle (y'(x)=k\cdot y(x)} , {\displaystyle y(x))}            | [ 86 ]              |
| Mathematica *                         | kommerciel                  | Wolfram Language, Lisp | Windows    | macOS                | Linux  | Solaris       | DSolve({\displaystyle y'=k\cdot y} , {\displaystyle y})                     | også som web app    |
| MATLAB                                | kommerciel                  | C/C++, MATLAB          | Windows    | macOS                | Linux  |               |                                                                             | [ 90 ]              |
| Maxima                                | freeware eller fri software | Common Lisp            | Windows    | macOS                | Linux  | Android       | ode2 (eqn, dvar, ivar)                                                      | også som online app |
| SageMath                              | freeware eller fri software | Python 3               | Windows    | macOS                | Linux  |               | desolve({\displaystyle y'=b\cdot y-a} , {\displaystyle y})                  | [ 94 ]              |
| Singular                              | freeware eller fri software | C++                    | Windows    | macOS                | Linux  |               |                                                                             | findes også online  |
| TI-Nspire CX CAS                      | kommerciel                  | ?                      | Windows    | macOS                |        |               | deSolve({\displaystyle y'=b\cdot y-a}, {\displaystyle x},{\displaystyle y}) | [ 98 ] [ 99 ]       |
| TI-89 simulator & TI-92 Plus emulator | freeware eller fri software | ?                      | online     | online               | online | online        | deSolve({\displaystyle y'=b\cdot y-a}, {\displaystyle x},{\displaystyle y}) | [ 100 ] [ 101 ]     |
| Xcas                                  | freeware eller fri software | C++                    | Windows    | macOS                | Linux  | Android       | desolve({\displaystyle y'=b\cdot y-a} , {\displaystyle y})                  | [ 7 ]               |
| Yacas                                 | freeware eller fri software | C++                    | Windows    | macOS                | Linux  |               | OdeSolve({\displaystyle y''-4*y==0} )                                       | [ 103 ]             |

* løser også triple integraler.